# کارل راداتس
کارل راداتس (انگلیسی: Carl Raddatz؛ ۱۳ مارس ۱۹۱۲ – ۱۹ مه ۲۰۰۴) هنرپیشه و صداپیشه اهل آلمان بود. 
از فیلم‌هایی که وی در آن نقش داشته است، می‌توان به شفق اشاره کرد.